# Galactia minor
Galactia minor är en ärtväxtart som beskrevs av Wilbur Howard Duncan. Galactia minor ingår i släktet Galactia och familjen ärtväxter. Inga underarter finns listade i Catalogue of Life.